# تاكوما أوشيما

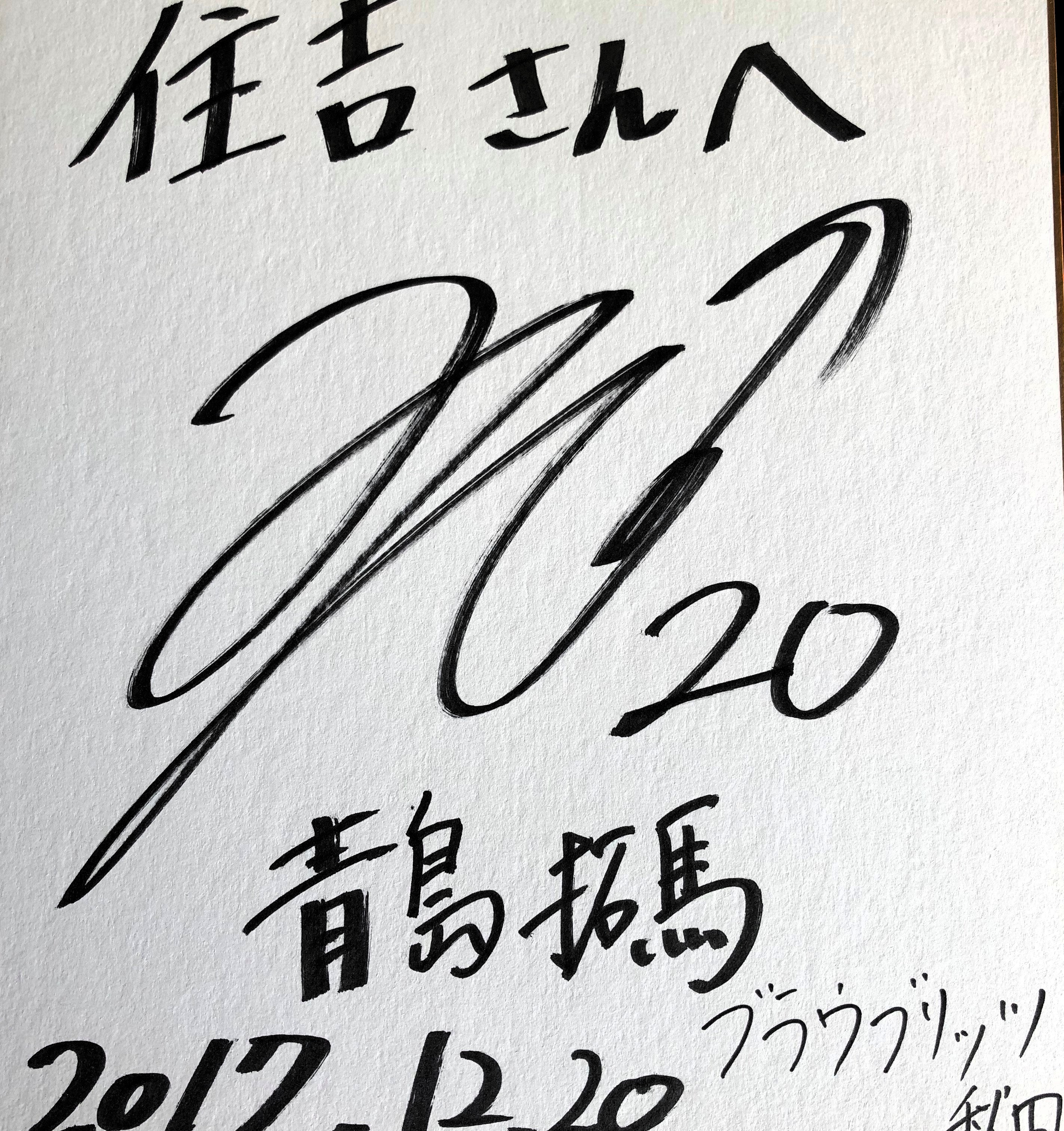
توقيع تاكوما أوشيما

تاكوما أوشيما (باليابانية: 青島 拓馬) (مواليد 6 أبريل 1993)، هو لاعب كرة قدم ياباني سابق كان يلعب كلاعب وسط.

## وصلات خارجية
- تاكوما أوشيما على موقع رابطة كرة القدم اليابانية للمحترفين (اليابانية)
- تاكوما أوشيما على موقع قاعدة بيانات كرة القدم.إي يو (الإنجليزية)
- تاكوما أوشيما على موقع Soccerway.com (الإنجليزية)
- تاكوما أوشيما على موقع عالم كرة القدم.نت (الإنجليزية)